# Galdric Verdaguer
Pour les articles homonymes, voir Verdaguer.
Galdric Verdaguer (Bouleternère, 15 septembre 1842 – Versailles, 22 février 1872) est un militaire français. Il fut un des protagonistes de l'insurrection du 18 mars 1871, qui amena à la constitution de la Commune de Paris.

## Biographie
Né dans une famille de tisserands, il est enrôlé en 1859 dans l'armée en service en Algérie. Libéré en 1866, il réside à Toulon, où il se marie et travaille comme cheminot, tout en étant sacristain de l'église Saint-Jean (aujourd'hui Saint-François-de-Paule). Il est rappelé aux armes en 1870 à l'occasion de la guerre franco-prussienne, avec le grade de sergent du 88e régiment d'infanterie de marche stationné à Paris.
Le 18 mars 1871 au matin, le régiment reçoit le commandement du gouvernement de Thiers de saisir les pièces d'artillerie conservées à Montmartre par la Garde nationale de Paris. Le général Lecomte, qui commandait l'opération, devant l'opposition des gardes et des centaines de parisiens, ordonna de tirer, mais Verdaguer s'y opposa, ordonnant à son tour de baisser les fusils et arrêtant le général qui, traduit en siège du comité de surveillance du 18e arrondissement, quelques heures plus tard, a été abattu par ses propres soldats.
Verdaguer participa à la Commune, commandant le 91e bataillon de la Garde nationale et combattant jusqu'à la Semaine sanglante, au terme de laquelle il fut arrêté par les forces de Versailles. En cour martiale, le 18 novembre 1871, il est condamné à mort et fusillé au camp militaire de Satory, à Versailles, le 22 février 1872.